# René Holten
René Holten (Roermond, 1961) is een Nederlands industriële vormgever, die woont en werkt in Maastricht. René Holten is o.a. bekend van zijn zitmeubelen voor Artifort en sanitair voor Clou..

## Leven en werk
René Holten studeerde aan de Academie Beeldende Kunsten Maastricht en aan de Design Academy Eindhoven, waar hij in 1993 cum laude afstudeerde.
Na zijn afstuderen was hij van 1993 tot 1998 hoofd productontwikkeling van Artifort en startte zijn eigen bureau, René Holten Industrial Design. Sindsdien is hij vooral actief in de meubel- en sanitair-branche. Zijn producten vielen en vallen met regelmaat in de prijzen. Holten staat dan ook bekend om zijn hoog kwalitatieve producten die vaak een elegant, tijdloos en innovatief karakter hebben. In zijn designfilosofie is milieuvriendelijk produceren een uitgangspunt. Bekend is ook de door hem ontworpen serie banken Mare en More Mare uit respectievelijk 2003 en 2008 en de eetkamerstoelen Nina en Shark. Vanaf 2012 werkt hij samen met partner Daniëlle Colson die de prototypebouw en maquettes voor haar rekening neemt.
Voor zijn ontwerp van de fauteuil dodo ontving hij de prijs van Beste Nederlandse Meubelontwerp 1998 en voor zijn fauteuil Lotus de prijs voor Goed Industrieel Design 2009.

## Andrieskapel

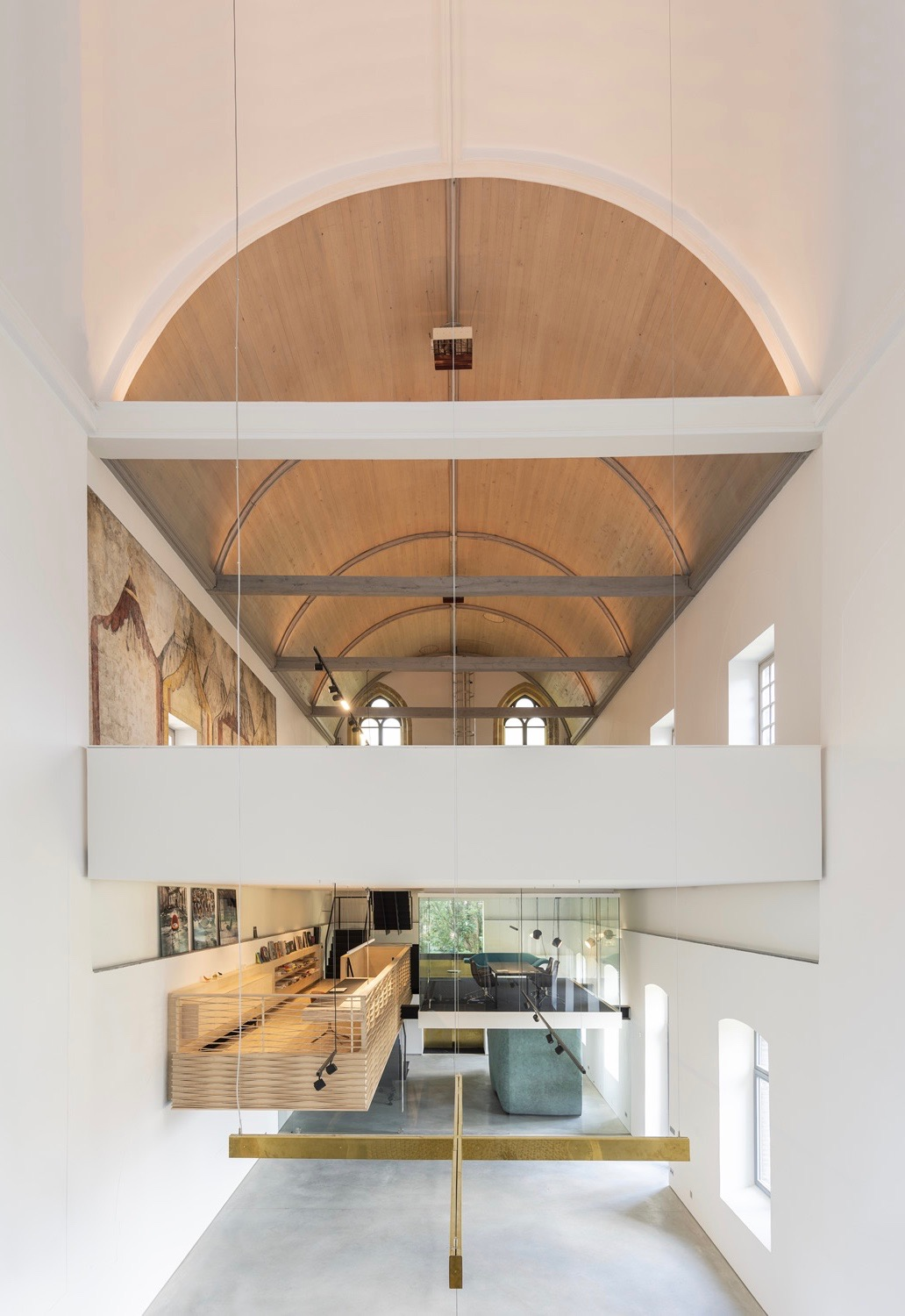
De Andrieskapel na restauratie en herbestemming in 2019.

In 2017 kocht René Holten de middeleeuwse Andrieskapel in het Sphinxkwartier in het centrum van Maastricht. De kapel heeft een nieuwe gemengde bestemming gekregen: atelier, galerie, wonen. De restauratie van de op een na oudste kapel van Maastricht (1362) is tot stand gekomen in samenwerking met architect Jos Nijssen. Het architectonisch ontwerp van de geheel nieuwe binnenruimte, inclusief een groot deel van de uitvoering, is een samenwerkingsproject tussen René Holten en partner Daniëlle Colson. De in 2019 gereedgekomen restauratie en verbouwing werd bekroond met de Victor de Stuersprijs, de 2-jaarlijkse architectuurprijs van de Gemeente Maastricht. De Andrieskapel wordt behalve voor exposities van eigen werk ook incidenteel verhuurd voor exposities van kunst en design, lezingen en andere evenementen.

## Prijzen / Awards
- 2019 'Architectuur' Victor de Stuersprijs met ontwerp voor de Andrieskapel
- 2016 'Best of the Best' Red Dot met Hammock bad en Kaldur kraan
- 2011 'Design Plus Award ISH' met sanitair concept 'Washme'
- 2008 'Good Industrial Design Holland' with Lotus/ Low Lotus
- 2002 'Good Industrial Design Holland' with chair Libel
- 1998 'Best Dutch Furniture Design' with chair DoDo
- 1994 'Hema contest' winnaar 3e prijs
- 1993 'Academy Prize' nominatie Design Academy Eindhoven